# Anillo de graduación

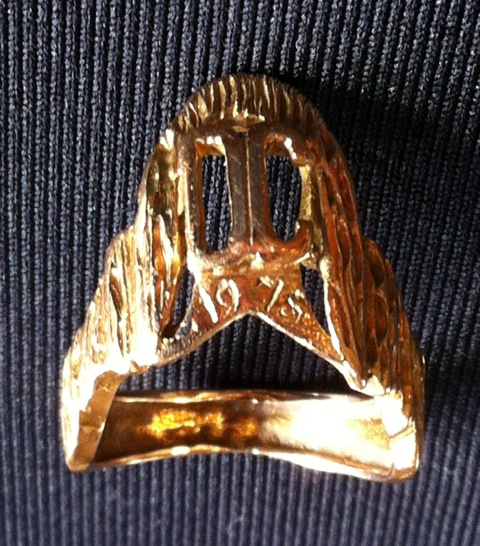
Anillo de graduación de Damavand College de 1975

En los Estados Unidos, un anillo de graduación (en inglés, class ring; también conocido como anillo de clase, de posgrado, de senior o de graduado) es un anillo que usan los estudiantes y exalumnos para conmemorar su graduación, generalmente para una escuela secundaria, colegio o universidad. 
Hoy en día, los anillos de graduación se personalizan, desde el material y el estilo del anillo hasta el color y el corte de la gema en el centro. Hay una amplia selección de emblemas, imágenes y palabras que se pueden agregar a los lados de los anillos e incluso dentro de la gema central. 

## Historia
La tradición de los anillos de clase se originó con la clase de 1835 en la Academia Militar de los Estados Unidos en West Point.

## Uso
El Complete Book of Etiquette (Libro completo de etiqueta) de Amy Vanderbilt indica el siguiente protocolo para usar un anillo de graduación. Mientras el usuario esté en la escuela, la insignia debe estar frente al usuario para recordarle el objetivo de la graduación. Al graduarse, el anillo adquiere el estatus de una "insignia de honor" similar a un diploma, con el efecto de que la graduación da derecho al usuario a mostrar la insignia hacia afuera para que mire a otros espectadores. Una justificación adicional para esta práctica es que el anillo también simboliza al propio graduado: durante el tiempo que lleva el usuario en la escuela, se centran en el autodesarrollo y los objetivos específicos del entorno académico; al graduarse, el usuario ingresa al mundo en general y pone en práctica lo que ha aprendido.
Una notable excepción a este protocolo es la costumbre seguida por las clases de graduados más antiguos de la Academia de West Point. Hoy, como en años anteriores, los graduados de la Academia con frecuencia usan sus anillos en la mano derecha en observancia de la antigua creencia, que también subyace a la costumbre angloamericana de usar alianzas de boda en la mano derecha, que una vena conecta el dedo anular derecho con el corazón. Antes de la graduación, estas clases llevaban el anillo de graduación USMA con la cresta más cerca del corazón, lo que significa el vínculo de un cadete dado con su clase dentro de la Academia. Después de la graduación, los miembros de estas clases usaron (y, para los miembros sobrevivientes, todavía usan) el anillo con la cresta de la Academia más cercana al corazón, lo que significa su vínculo con la Academia en su conjunto.

## Anillos refundidos
En la Academia Militar de los Estados Unidos, la Academia Naval de los Estados Unidos, la Academia de la Fuerza Aérea de los Estados Unidos, la Ciudadela y la Academia de la Guardia Costera de los Estados Unidos, cada anillo de graduación de cadete contiene oro fundido de anillos donados a la escuela respectiva por exalumnos fallecidos.